# Juan Barahona
Juan Antonio Barahona Nieves (ur. 15 lutego 1978) – ekwadorski judoka. Olimpijczyk z Sydney 2000, gdzie odpadł w eliminacjach w wadze ekstralekkiej.
Uczestnik mistrzostw świata w 2003. Zajął siódme miejsce na igrzyskach panamerykańskich w 2003. Brązowy medalista mistrzostw panamerykańskich w 2003, a także igrzysk Ameryki Południowej w 1998 i 2002. Zdobył trzy medale na mistrzostwach Ameryki Południowej. Wygrał Igrzyska boliwaryjskie w 2005; trzeci w 2001 roku.

## Letnie Igrzyska Olimpijskie 2000
| Konkurencja | Eliminacje                     | Klas. końcowa |
| Konkurencja | Przeciwnik I                   | Miejsce       |
| ----------- | ------------------------------ | ------------- |
| 60 kg       | Giorgi Kurdghelaszwili (MDA) P | I runda       |